# Linia kolejowa Tichonowa Pustyń – Suchiniczi
Linia kolejowa Tichonowa Pustyń – Suchiniczi – linia kolejowa w Rosji łącząca stację Tichonowa Pustyń ze stacją Suchiniczi-Uzłowyje. Jest to fragment linii Moskwa - Briańsk – Kijów.
Zarządzana jest przez region moskiewsko-smoleński (odcinek Tichonowa Pustyń – Kudrinskaja) oraz region briański (odcinek 245 km – Suchiniczi-Uzłowyje) Kolei Moskiewskiej, wchodzącej w skład Kolei Rosyjskich. 
Linia położona jest obwodzie kałuskim. Na całej długości jest zelektryfikowana i dwutorowa.

## Historia
Linia powstała w 1899. Została zbudowana przez prywatne Towarzystwo Kolei Moskiewsko-Kijowsko-Woroneskiej. Początkowo leżała w Imperium Rosyjskim, następnie w Związku Sowieckim. Od 1991 położona jest w Rosji.